# Ottmar Hitzfeld
Ottmar Hitzfeld (Lörrach, 1949. január 12. –) korábbi német válogatott labdarúgó.
Legnagyobb eredményei: két bajnokok ligája győzelem, amit a Borussia Dortmund csapatával 1997-ben, majd a Bayern Münchennel 2001-ben ért el. E mellett számos svájci és német bajnoki, kupa, ligakupa illetve szuperkupa címmel büszkélkedhet.

## Sikerei, díjai

### Játékosként
Basel
- Svájci bajnok (2): 1971–72, 1972–73
- Svájci kupagyőztes (1): 1975

### Edzőként
Aarau
- Svájci kupagyőztes (1): 1985

Grasshoppers
- Svájci bajnok (2): 1989–90, 1990–91
- Svájci kupagyőztes (2): 1989, 1990
- Svájci szuperkupagyőztes (1): 1989

Borussia Dortmund
- Német bajnok (2): 1994–95, 1995–96
- Német szuperkupagyőztes (2): 1995, 1996
- Bajnokok ligája győztes (1): 1996–97

Bayern München
- Német bajnok (5): 1998–99, 1999–00, 2000–01, 2002–03, 2007–08
- Német kupagyőztes (3): 1999–00, 2002–03, 2007–08
- Német ligakupagyőztes (4): 1998, 1999, 2000, 2007
- Bajnokok ligája győztes (1): 2000–01
- Interkontinentális kupagyőztes (1): 2001

Egyéni
- Az év edzője Németországban (1): 2008